# 普魯士的亞歷山德琳公主 (1803年—1892年)
普魯士的亞歷山德里娜（德語：Friederike Wilhelmine Alexandrine Marie Helene Prinzessin von Preußen，1803年2月23日—1892年4月21日），普魯士公主，腓特烈·威廉三世的第三女。

## 家庭
1822年，亞歷山德里娜與梅克倫堡-施威林大公儲保羅·腓特烈結婚，兩人共有2子1女：
- 腓特烈·法蘭茲（1823年—1883年），梅克倫堡-施威林大公
- 路易絲（1824年—1859年），溫迪許-格拉茨親王妃
- 威廉（1827年—1879年）